# Deep Impact (Raumsonde)

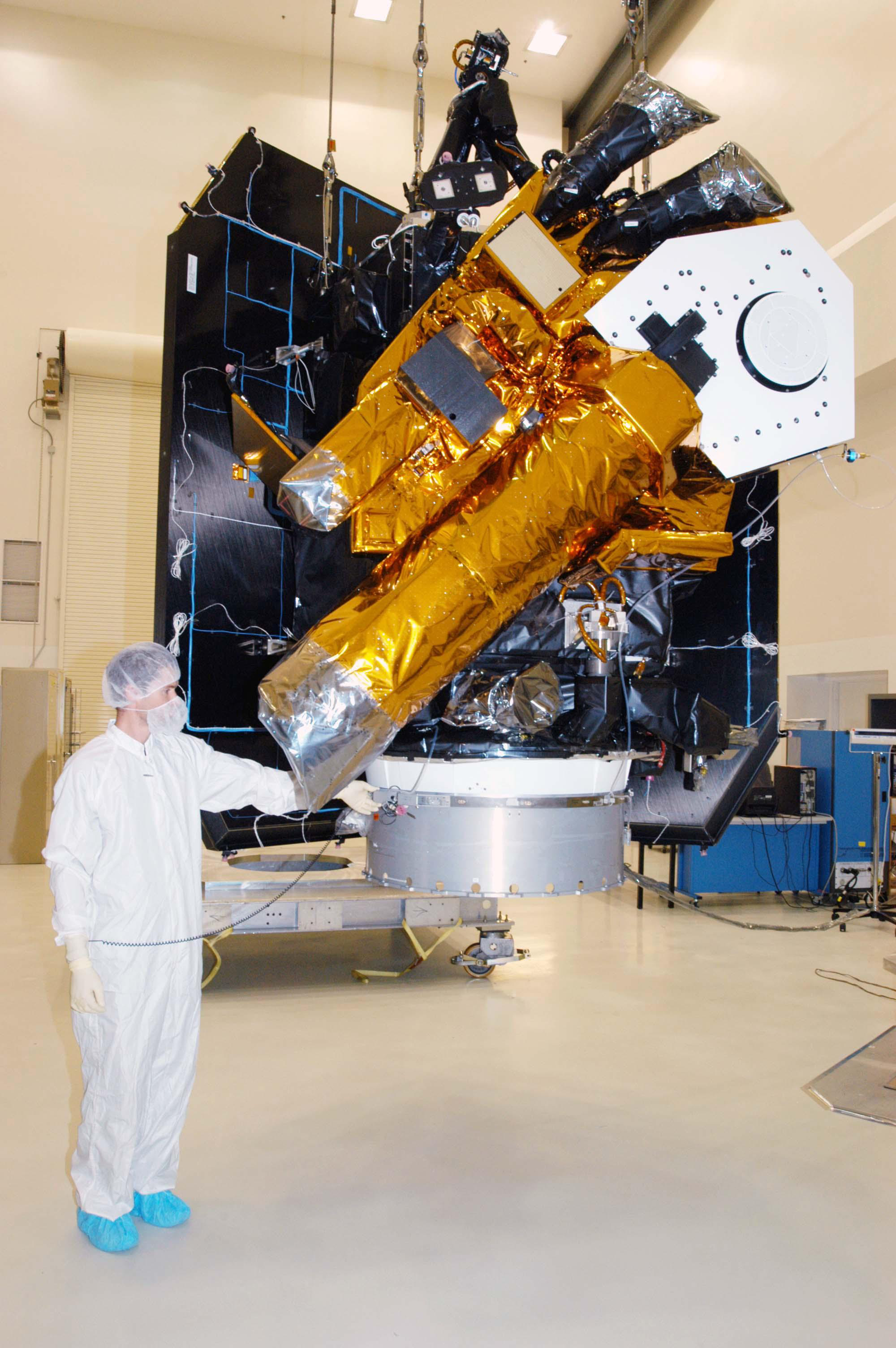
Deep Impact in der Endmontage

Deep Impact (englisch für ‚tiefer Einschlag‘) war eine NASA-Mission des Discovery-Programms zum Kometen Tempel 1. Ihren Namen teilte die Raumsonde mit dem 1998 erschienenen Katastrophenfilm Deep Impact, der von einem Kometen handelt, welcher mit der Erde zu kollidieren droht. Die Namensgleichheit soll jedoch zufällig entstanden sein.
Die Mission war ein Gemeinschaftsprojekt der University of Maryland, des JPL und Ball Aerospace. Die NASA investierte in die Mission sechs Jahre Arbeit und insgesamt 333 Millionen US-Dollar, davon 267 Millionen für die Sonde selbst, 15 Millionen für die Durchführung der Primärmission (bis 3. August 2005) und etwa 50 Millionen für die Trägerrakete.
Nach dem Aussetzen des Impaktors beim Kometen Tempel1 wurde die Mission der Vorbeiflugsonde unter dem Namen EPOXI verlängert, um 103P/Hartley und C/2012 S1 (ISON) näher zu erforschen. Außerdem wurde das Teleskop dazu genutzt, nach erdähnlichen Exoplaneten zu suchen. Im August 2013 brach der Kontakt zu der Sonde ab, und im Monat darauf erklärte die NASA die Mission für beendet.

## Missionsziele
9P/Tempel 1 umkreist die Sonne mit einer kurzen Periode von fünfeinhalb Jahren und kann sich der Erde bis auf 133 Millionen Kilometer nähern. Das Hauptmissionsziel von Deep Impact war die Erforschung des Inneren des Kometen.
- Verbesserung des Verständnisses der Schlüsseleigenschaften eines Kometenkerns sowie erstmals eine direkte Erforschung des Kometeninneren
- Bestimmung von Eigenschaften der Oberflächenschichten wie Dichte, Porosität, Stabilität und Zusammensetzung
- Vergleich der Oberflächenschichten und inneren Schichten des Kometen durch die Beobachtung des Kraters und der ursprünglichen Oberfläche vor dem Einschlag
- Verbesserung des Verständnisses der Evolution eines Kometenkerns, insbesondere des Übergangs zum Ruhezustand, durch den Vergleich des Inneren und der Oberfläche

Das Ziel der Mission war somit, Unterschiede zwischen den Eigenschaften des Inneren eines Kometenkerns und denen seiner Oberfläche zu erforschen. Dazu wurde ein 372 kg schweres Projektil (Impaktor) in die Flugbahn des Kometen gebracht, das dort einschlug und einen Krater hinterließ. Der Einschlag und das herausgeschleuderte Material wurden mit den Instrumenten der Sonde und mit weiteren erd- und weltraumbasierten Teleskopen untersucht. Erstmals bestand die Möglichkeit, den Blick auf das Innere eines Kometen freizugeben und das Urmaterial des Sonnensystems aus dem Inneren des Kometen freizusetzen. Dieses Material stammt noch aus der Zeit der Entstehung des Sonnensystems und bildet die Kerne von Kometen. Wissenschaftler hoffen, durch diese neue Sicht nicht nur die Kometen besser verstehen, sondern auch die Rolle der Kometen in der frühen Geschichte des Sonnensystems besser nachvollziehen zu können.

## Technik

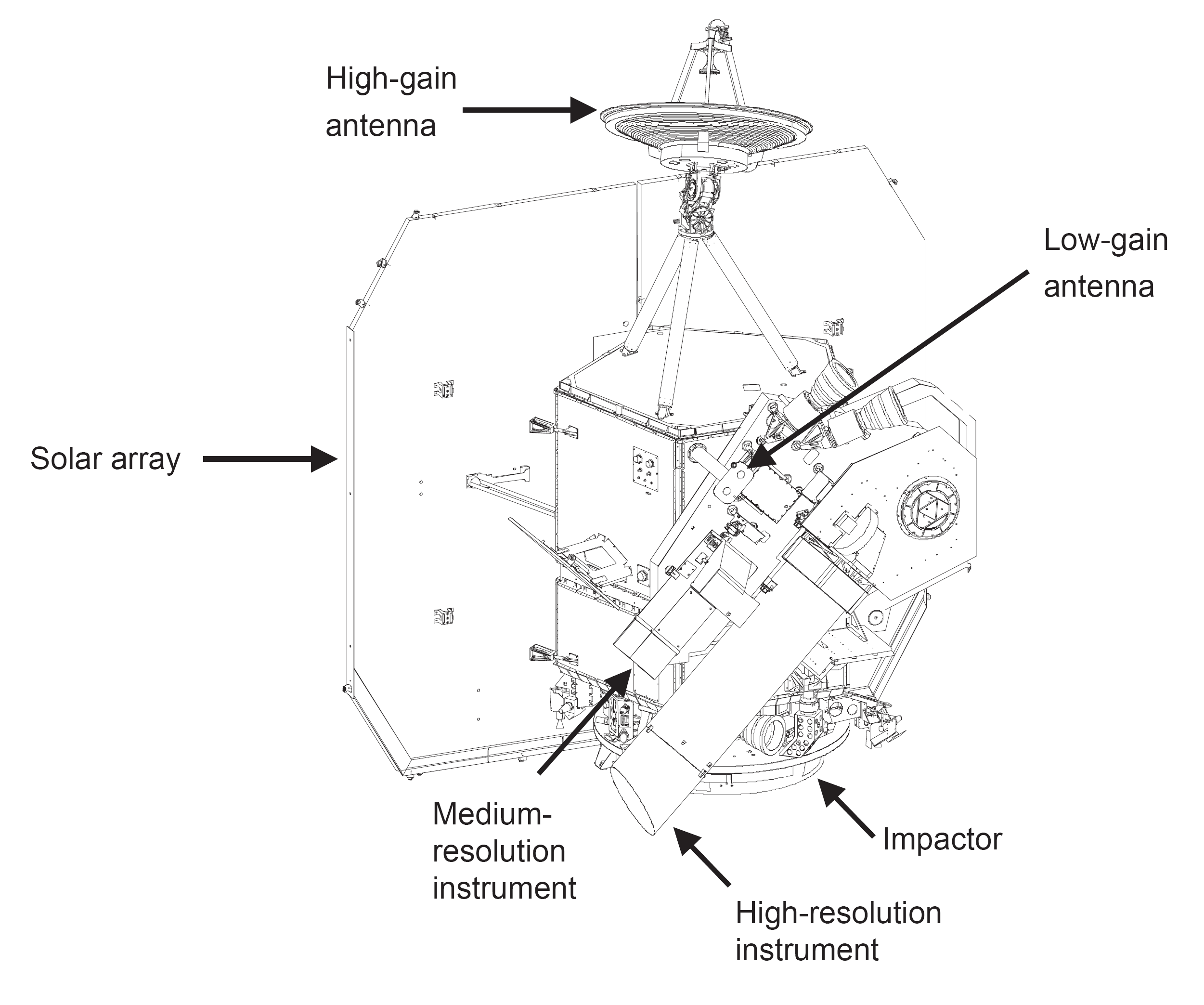
Diagramm der Deep-Impact-Raumsonde

Deep Impact bestand aus zwei Komponenten: der Vorbeiflugsonde und dem Impaktor, der am 4. Juli 2005 auf dem Kometen aufschlug und dabei zerstört wurde. Die Vorbeiflugsonde diente dem Impaktor bis kurz vor dem Aufschlag als Bus. Die Gesamtmasse der beiden Komponenten betrug beim Start 973 kg (nach anderen Angaben 1020 kg).

### Vorbeiflugsonde
Die Vorbeiflugsonde der Deep-Impact-Mission wurde von dem Unternehmen Ball Aerospace entwickelt. Sie ist etwa 3,2 m lang, 1,7 m breit sowie 2,3 m hoch und hatte beim Start eine Masse von 601 kg (nach anderen Angaben 650 kg), von denen 86 kg auf den Treibstoff entfielen. Die Sonde ist dreiachsen-stabilisiert und verfügt über ein fest angebrachtes, 2,8 m × 2,8 m messendes Solarpanel, welches abhängig vom Abstand zur Sonne bis zu 750 Watt Leistung liefern kann. Zur Energiespeicherung dient ein NiH2-Akkumulator mit einer Speicherkapazität von 16 Amperestunden. Die Struktur der Sonde besteht aus Aluminium-Profilen und Aluminium in Sandwich-Wabenkern-Bauweise.
Die Vorbeiflugsonde verfügt über zwei redundante Computersysteme. Das Herz des Bordcomputers ist ein 133 MHz schneller, aus 10,4 Millionen Transistoren bestehender 32-bit-RAD750-Prozessor. Der Prozessor ist im Grunde ein gegen Strahlung gehärteter PowerPC-750 G3 und der Nachfolger des RAD6000-Prozessors, der beispielsweise in den Mars-Rovern Spirit und Opportunity Verwendung fand. Der Einsatz in Deep Impact war der erste Einsatz eines RAD750-Prozessors. Beide Rechner der Sonde verfügen über einen gemeinsamen Speicher von 1024 MByte. 309 MByte wissenschaftlicher Daten wurden während der Primärmission von der Raumsonde erwartet.
Die Kommunikation mit der Erde erfolgt im X-Band auf einer 8-GHz-Frequenz mit maximal 175 kbit/s zur Erde und 125 bit/s zur Sonde. Mit dem Impaktor wurde im S-Band mit 64 kbit/s auf einer maximalen Entfernung von 8700 km kommuniziert. Die Sonde verfügt über eine bewegliche 1-m-Hochgewinnantenne (HGA) und zwei fest angebrachte Niedriggewinnantennen (LGA). Das Antriebssystem für Kurskorrekturen benutzt Hydrazin für einen Gesamtschub von 5000 N und eine Gesamt-Geschwindigkeitsänderung (Delta v) von 190 m/s.

### Impaktor

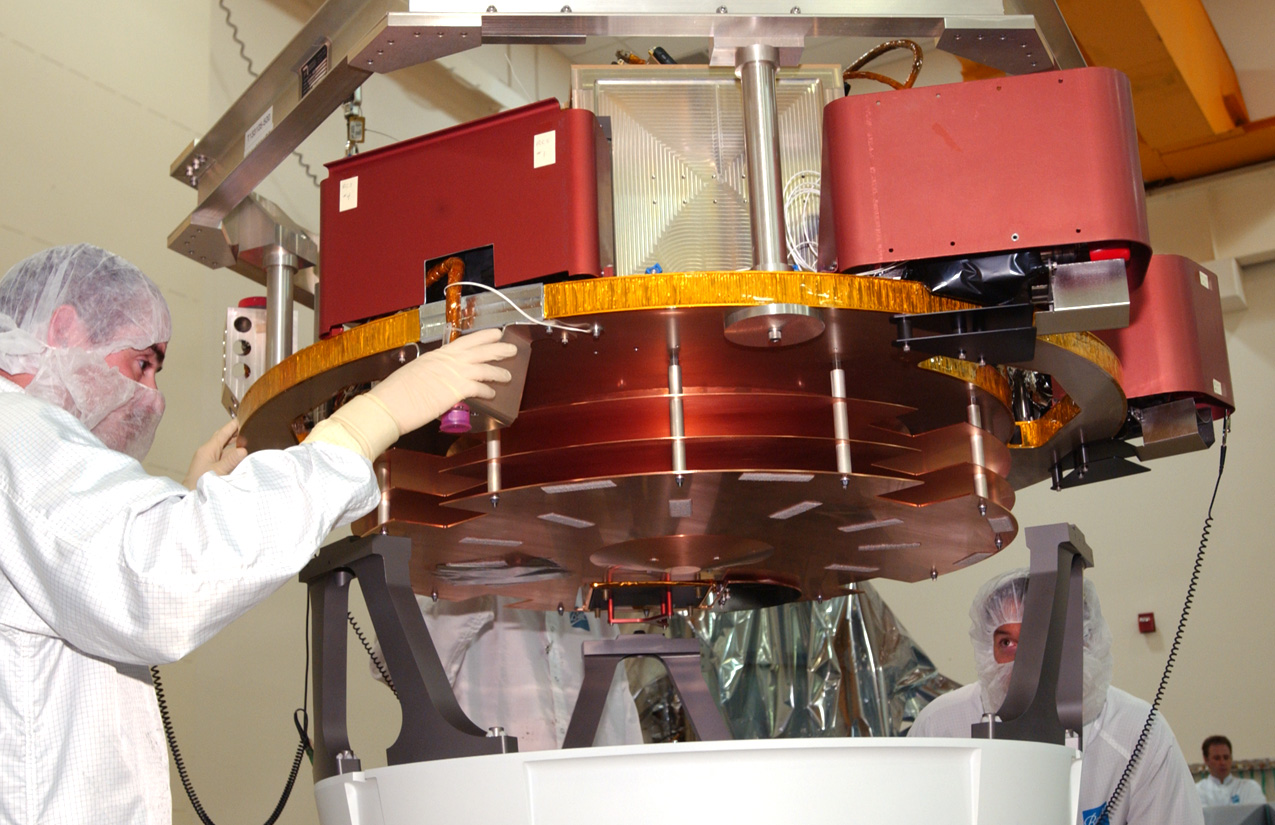
Impaktor in der Montagehalle

Der Impaktor stammt ebenfalls von Ball Aerospace und war 1 m hoch, hatte einen Durchmesser von 1 m und wog 372 kg, wobei 8 kg auf den Treibstoff für Kurskorrekturen unmittelbar vor dem Aufprall entfielen. Der Impaktor bestand überwiegend aus Kupfer (49 %) und Aluminium (24 %). Diese Mischung verringerte eine Verunreinigung der Spektrallinien des Kometenkerns, die nach dem Aufprall aufgenommen wurden, da Vorkommen von Kupfer auf dem Kometen nicht zu erwarten waren. 113 kg der Impaktor-Gesamtmasse waren „cratering mass“, bestimmt dazu, einen möglichst großen Krater zu erzeugen. Diese Masse bestand aus mehreren Kupferplatten, die am vorderen Ende des Impaktors angebracht waren. Diese Platten bildeten eine sphärische Form.
Der Impaktor wurde 24 Stunden vor dem Aufschlag auf dem Kometen von der Vorbeiflugsonde abgetrennt, mit der er mechanisch und elektrisch verbunden war. Lediglich die letzten 24 Stunden bezog er seine Energie von einer bordeigenen nichtaufladbaren Batterie mit einer Kapazität von 250 Amperestunden. Der Bordcomputer und die Flugsteuerung des Impaktors waren der Vorbeiflugsonde ähnlich. Bedingt durch die kurze Lebensdauer verfügte der Impaktor im Gegensatz zur Vorbeiflugsonde über keine redundanten Systeme. Die Übertragungsdatenrate zur Vorbeiflugsonde betrug 64 kbit/s auf einer maximalen Entfernung von 8700 km. Kommandos wurden mit 16 kbit/s zum Impaktor übertragen. Das hydrazinbetriebene Antriebssystem bestand aus einer Gruppe von Triebwerken mit einem Gesamtschub von 1750 N und ermöglichte eine Geschwindigkeitsänderung von 25 m/s.
Der Impaktor trug eine CD, die mit 625.000 Namen von Internetnutzern beschrieben war, die sich in der Zeit zwischen Mai 2003 und Ende Januar 2004 bei der Deep-Impact-Homepage für die Aktion „Send Your Name to a Comet“ angemeldet haben.

### Instrumente

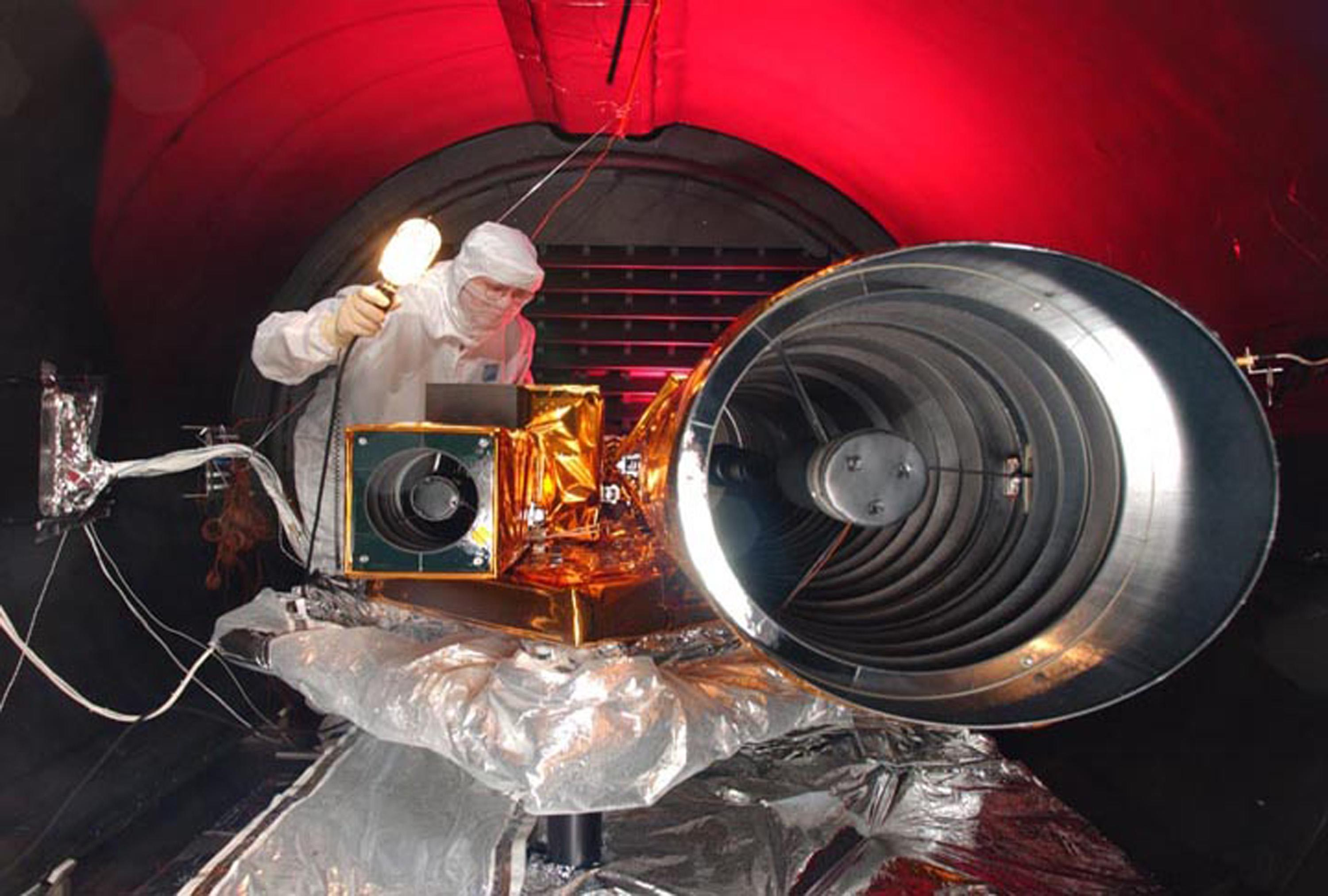
Die Instrumente der Vorbeiflugsonde (rechts HRI, links MRI) bei den Tests

Aus Kostengründen mussten die Experimente der Mission auf lediglich drei Instrumente beschränkt werden, davon zwei (HRI und MRI) auf der Vorbeiflugstufe und eines (ITS) auf dem Impaktor. Die Instrumente der Vorbeiflugsonde wiegen insgesamt 90 kg, zum Betrieb ist eine elektrische Leistung von 92 Watt erforderlich. Hauptaufgabe ist die Aufnahme von Infrarotspektren und Fotos im sichtbaren Licht, die anschließend zur Erde gefunkt werden sollen. Alle drei Instrumente wurden von Ball Aerospace entwickelt.

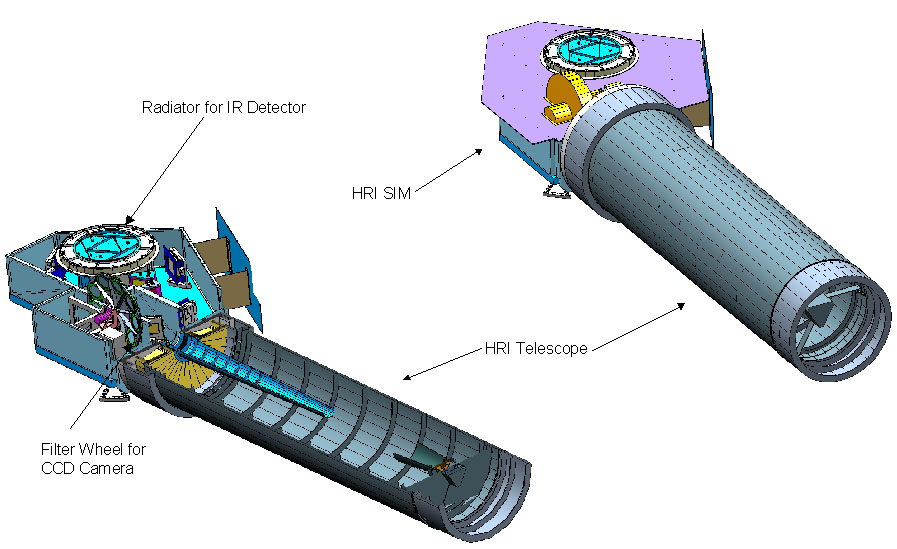
High-Resolution Instrument

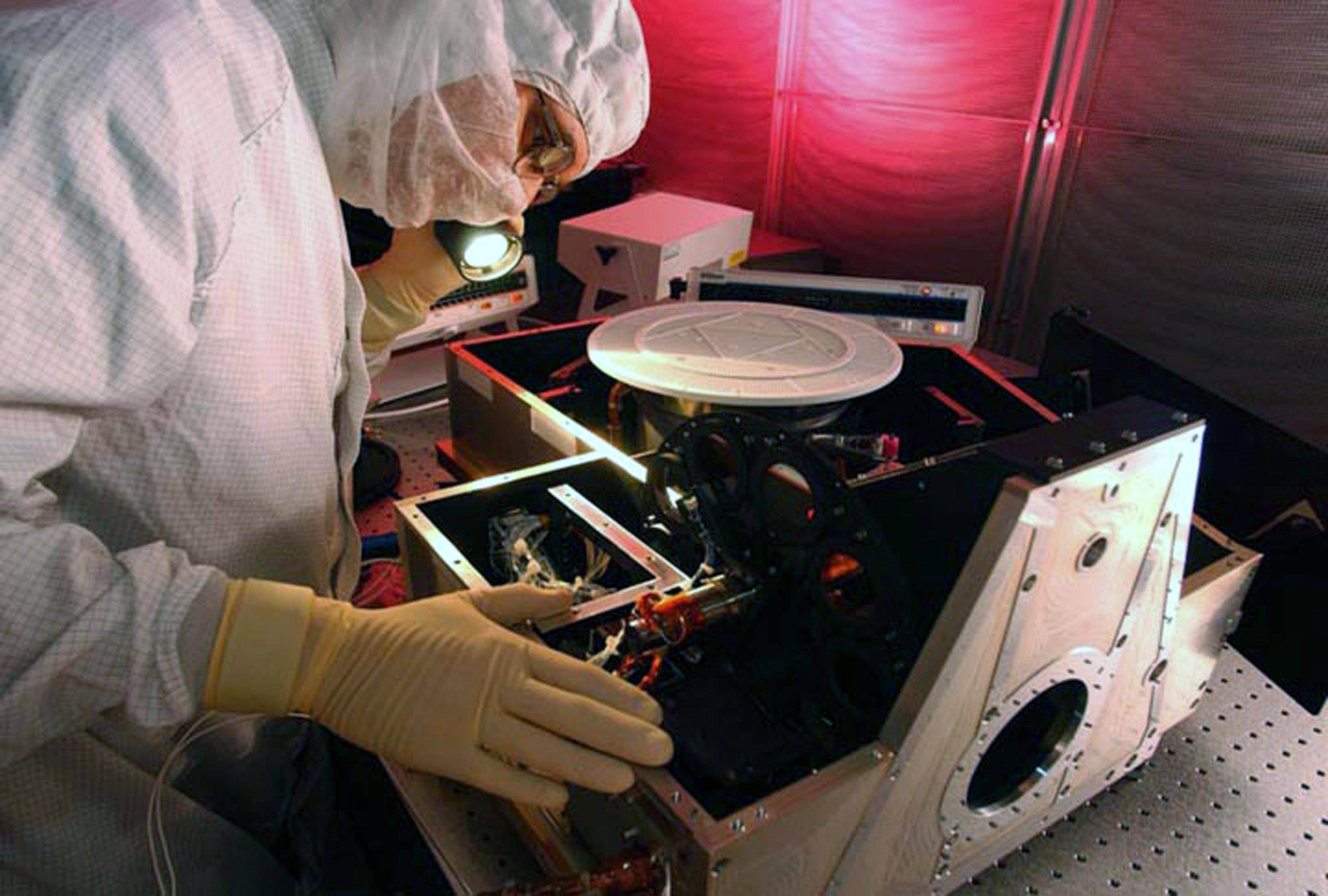
Infrarotspektrometer des HRI

High-Resolution Instrument (HRI), „hochauflösendes Instrument“
HRI ist das Hauptinstrument der Vorbeiflugsonde und ist eines der größten Instrumente, die jemals auf einer Raumsonde eingesetzt wurden. Es besteht aus einem Cassegrain-Teleskop mit 30 cm Durchmesser und 10,5 m Brennweite und dem Spectral Imaging Module (SIM), welches die Messelektronik enthält. Das Teleskop leitet das eintreffende Licht – geteilt durch einen dichroitischen Strahlungsteiler – gleichzeitig an eine Multispektral-CCD-Kamera und an einen Infrarotspektrometer. Die Multispektralkamera erhält das sichtbare Licht im Bereich von 0,3 bis 1 µm, der Spektrometer Nahinfrarot-Licht von 1 bis 5 µm.
Die Kamera verfügt über einen Frame-Transfer-CCD mit 1008 × 1008 aktiven Bildpunkten (Pixel) und einem Blickwinkel von 0,118°. Aus einer Entfernung von 700 km soll eine Auflösung von etwa 1,4 m pro Pixel erreicht werden. Für Multispektralaufnahmen ist die Kamera mit einem Filterrad ausgestattet, welches sieben Filter und zwei klare Blenden enthält. Fünf der Filter sind auf den Wellenlängen von 450, 550, 650, 750 und 850 nm zentriert. Zwei weitere Filter sind Bandpässe für 340 bis 400 nm und für 900 bis 960 nm. Die Auslesezeit des CCD beträgt 1,8 s. Um für Aufnahmen in schneller Abfolge (z. B. bei der Annäherung an den Kometenkern) die Auslesezeit zu verringern, kann der CCD in einem sub-frame-Modus betrieben werden, wobei nur 128 × 128 Bildpunkte verwendet werden.
Der Spektrometer verwendet ein Zwei-Prismen-Design und verfügt über einen 1024 × 1024 HgCdTe-Detektor. Nur die Hälfte des Detektors ist aktiv, so dass nur 1024 × 512 Pixel effektiv zur Verfügung stehen. Im Spektrometer-Modus hat HRI eine Brennweite von 3,6 m. Der Infrarotspektrometer liefert Spektralbilder in 1–4,8 µm Wellenlänge, die räumliche Auflösung beträgt 10 m aus einer Entfernung von ca. 700 km. Die spektrale Auflösung λ/Δλ ist stark von der Wellenlänge abhängig: sie variiert von 740 bei 1,0 µm bis zu einem Minimum von 210 bei 2,5 µm und liegt wieder bei 385 bei 4,8 µm.
Die Entwicklung des Instruments begann 2001, es enthält auch einige Technologien der Wide Field Camera 3, mit der das Hubble-Weltraumteleskop 2008 ausgestattet werden sollte. Als nach dem Start der Sonde die ersten Testbilder mit dem HRI geschossen wurden, wurde schnell klar, dass die Kamera die vorgesehene Auflösung nicht erreicht. Als Ursache wurde ein Herstellungsfehler bei der Fokussierung des Teleskops ermittelt. Jedoch waren die NASA-Ingenieure zuversichtlich, mit bereits für das Hubble-Weltraumteleskop entwickelten Algorithmen den Fokussierungsfehler nachträglich herausrechnen zu können und so die Nominalauflösung der Kamera doch noch zu erreichen. Die nach dem Treffen mit dem Kometen veröffentlichten Bilder zeigten dennoch gewisse Unschärfen, so dass davon ausgegangen werden kann, dass der Fokussierungsfehler nicht vollständig behoben werden konnte.

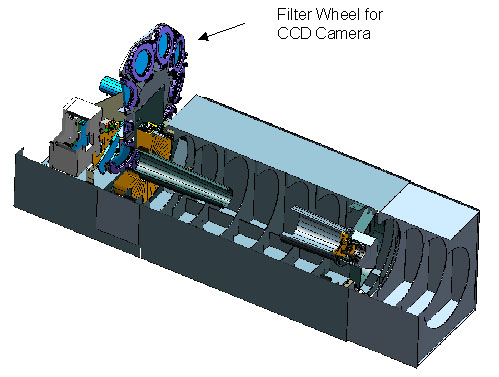
Medium-Resolution-Instrument

Medium-Resolution Instrument (MRI), „mittelstark auflösendes Instrument“
MRI ist das zweite Instrument der Vorbeiflugsonde. Es ist ein kleineres Cassegrain-Teleskop mit einem Durchmesser von 12 cm und einer Brennweite von 2,1 m. MRI ist mit einem Filterrad ausgestattet, welches acht Filter und zwei klare Blenden enthält. Einige der Filter sind identisch mit den Filtern der HRI-Kamera, andere sind darauf ausgelegt, C2 und Kohlenstoff-Stickstoff-Verbindungen (CN) zu isolieren. MRI verfügt über einen Frame-Transfer-CCD mit 1024 × 1024 Pixeln und einem Blickwinkel von 0,587°. Die Auslesezeit des CCD beträgt 1,8 s, auch hier ist es möglich, bei schnelleren Aufnahmen Teile des CCD zu nutzen (sub-frame-Modus). Bedingt durch sein größeres Sichtfeld wurde MRI zur Beobachtung des freigesetzten Kratermaterials und des Kraters selbst eingesetzt, zudem wurde es in den letzten zehn Tagen beim Anflug auf den Kometen zur Sternennavigation verwendet. Aus einer Entfernung von 700 km konnte das MRI den gesamten Kometen mit einer Auflösung von 10 m pro Pixel abbilden.
Impactor Targeting Sensor (ITS), „Impaktor-Zielsensor“
ITS war das einzige Instrument des Impaktors und war eine Kopie des MRI der Vorbeiflugsonde. Der einzige Unterschied bestand darin, dass ITS über kein Multispektral-Filterrad verfügte. Das 12-cm-Teleskop lieferte Bilder zur Navigation sowie Nahaufnahmen der Einschlagstelle kurz vor dem Einschlag. Die beste Auflösung sollte mit 20 cm pro Pixel aus 20 km Höhe erreicht werden. Es wird vermutet, dass Staubpartikeleinschläge die Optik des ITS durch eine Art „Sandstrahl-Effekt“ störten, da das letzte Bild der Einschlagstelle mit einer Auflösung von weniger als 3 m/Pixel anstatt der erwarteten 1,2 m/Pixel aufgenommen wurde. Das letzte Bild lieferte ITS 3,7 Sekunden vor dem Aufprall, jedoch mehr als ein Sichtfeld vom Einschlagpunkt entfernt.

## Ablauf der Mission

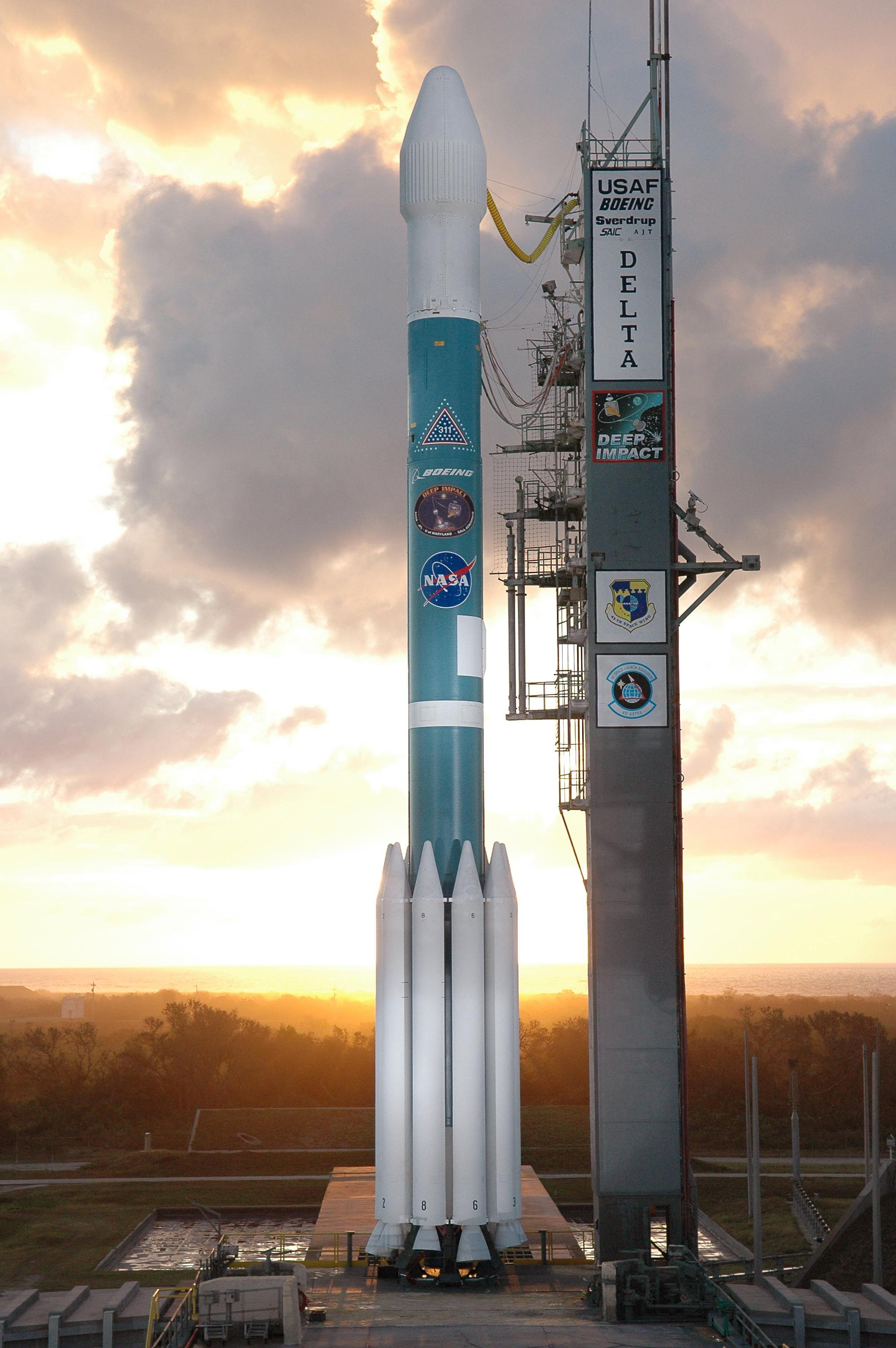
Trägerrakete Delta II 7925 mit Deep Impact kurz vor dem Start

Die ersten Vorschläge für eine Kometeneinschlagmission gab es bei der NASA bereits 1996. Doch damals blieben NASA-Ingenieure skeptisch, ob der Komet getroffen werden könne. Ein überarbeiteter und technologisch auf den neusten Stand gebrachter Missionsvorschlag, genannt Deep Impact, wurde im März 1998 von der NASA in die Auswahl für eine Mission im Rahmen des Discovery-Programms einbezogen, im November 1998 war Deep Impact einer der fünf Finalisten mit der besten wissenschaftlichen Ausbeute von insgesamt 26 Vorschlägen. Schließlich wurde am 7. Juli 1999 Deep Impact unter der Leitung von Michael A’Hearn von der University of Maryland in College Park zusammen mit MESSENGER zur Finanzierung im Rahmen des Discovery-Programms bewilligt. Die Kosten der Raumsonde wurden damals mit 240 Millionen US-Dollar angegeben. Beide Teile der Deep-Impact-Raumsonde (Vorbeiflugsonde und Impaktor) sowie die drei wissenschaftlichen Instrumente wurden bei Ball Aerospace in Boulder (Colorado), USA gefertigt.

### Start
Bei der Entwicklung der Deep-Impact-Mission war der Start der Sonde zunächst für Januar 2004 mit einem Swing-by-Manöver an der Erde am 31. Dezember 2004 und dem Zusammentreffen mit dem Kometen Tempel 1 am 4. Juli 2005 geplant. Doch aufgrund von Schwierigkeiten bei der Entwicklung der Sonde konnte der Starttermin nicht gehalten werden, der schließlich auf den 30. Dezember 2004 verschoben wurde. Dadurch flog die Sonde auf einer direkten Route zum Kometen, brauchte dafür allerdings eine etwas stärkere und daher auch teurere Trägerrakete.
Am 18. Oktober 2004 traf Deep Impact im Kennedy Space Center zu Startvorbereitungen ein. Doch auch der Starttermin am 30. Dezember 2004 konnte nicht gehalten werden und wurde zunächst auf den 8. Januar 2005 verschoben, um mehr Zeit für Softwaretests zu haben. Deep Impact wurde schließlich am 12. Januar 2005 um 18:47:08,574 UTC mit einer Delta-II-7925-Trägerrakete, ausgestattet mit einer Star-48-Oberstufe, vom Launch Pad 17B der Cape Canaveral Air Force Station aus auf eine sechsmonatige und 431 Millionen Kilometer weite Reise zum Kometen Tempel 1 geschickt. Kurz nach dem Einschuss in die interplanetare Transferbahn ging die Sonde in ein safe mode über, konnte aber schnell reaktiviert werden. Als Ursache wurde ein zu empfindlicher Temperatursensor festgestellt, was die Mission nicht weiter gefährden sollte.

### Flug

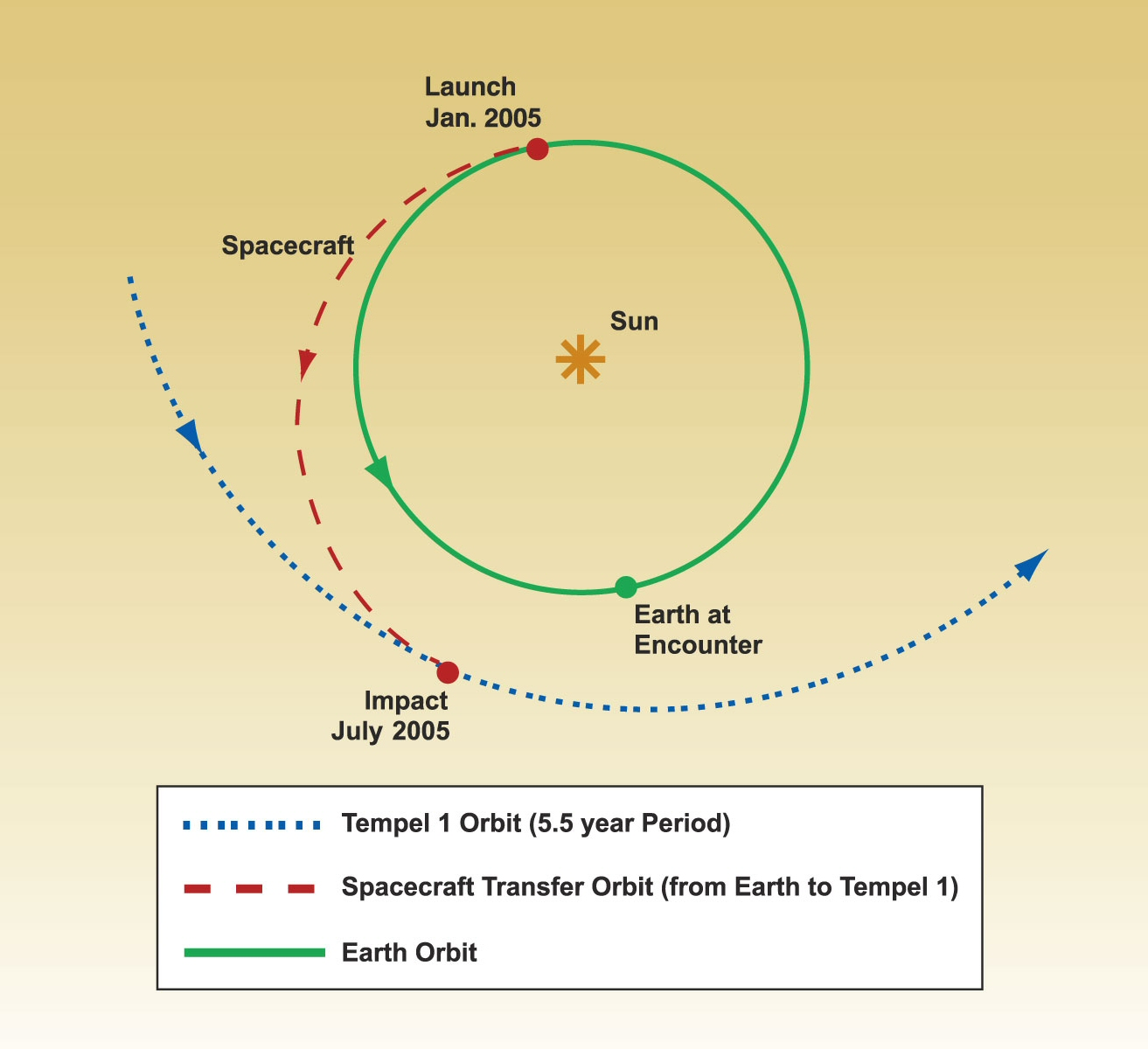
Flugbahn der Deep-Impact-Sonde

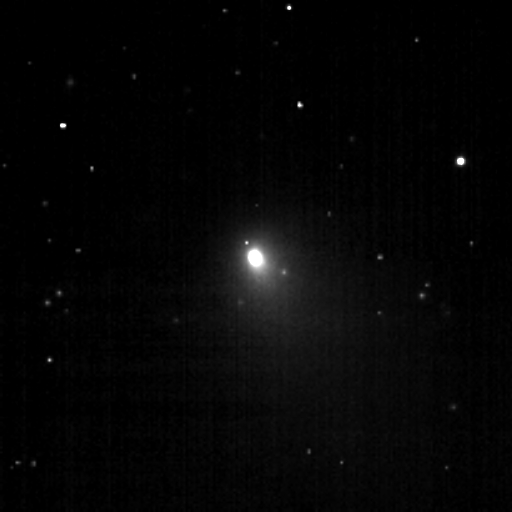
Tempel 1, fotografiert am 30. Mai mit dem MRI-Instrument aus einer Entfernung von 31,2 Millionen Kilometern

Nach dem erfolgreichen Start begann die commissioning phase der Mission, während der die Flugsysteme und die Instrumente aktiviert, getestet und kalibriert wurden. Diese Tests ergaben ein vermindertes Auflösungsvermögen des HRI-Teleskops; es stellte sich später heraus, dass dieser Fehler nachträglich durch Bearbeitung auf der Erde teilweise korrigiert werden kann (mehr dazu im HRI-Abschnitt dieses Artikels).
Am 11. Februar 2005 wurde wie geplant das erste Kurskorrekturmanöver durchgeführt. Dieses Manöver war so präzise, dass die nächste geplante Kurskorrektur am 31. März abgesagt werden konnte. Am 25. März begann die cruise phase, die bis 60 Tage vor dem Eintreffen beim Kometen laufen sollte. Am 25. April machte Deep Impact mit dem MRI-Instrument das erste Foto des Zielkometen, welcher zu dem Zeitpunkt noch 63,9 Millionen Kilometer von der Sonde entfernt war. Am 4. Mai folgte das zweite Kurskorrekturmanöver, wobei die Triebwerke für 95 Sekunden feuerten und die Geschwindigkeit der Sonde um 18,2 km/h (5 m/s) änderten.
Am 5. Mai begann die approach phase, die vom 60. bis zum fünften Tage vor dem Zusammentreffen mit dem Kometen lief. 60 Tage vor dem Eintreffen sollte der frühestmögliche Termin sein, um den Kometen mit dem MRI-Instrument entdecken zu können. Tatsächlich wurde der Komet wie oben erwähnt bereits am 25. April erfolgreich fotografiert. In dieser Flugphase wurde die Umlaufbahn des Kometen, seine Rotation, Aktivität und Staubeigenschaften studiert. Am 14. und 22. Juni beobachtete Deep Impact zwei Ausbrüche auf dem Kometen, der letzte sechs Mal stärker als der erste.
Drei Wochen vor dem Einschlag wurde mit dem präziseren Ausrichten der Sonde auf ihr Ziel begonnen. Dazu wurden fortlaufend Aufnahmen des Kometen gemacht, um genaue Parameter für die letzten zwei Kurskorrekturen (targeting maneuver) vor dem Abtrennen des Impaktors zu bestimmen. Am 23. Juni wurde das erste targeting maneuver durchgeführt, wobei die Geschwindigkeit um 6 m/s geändert und die Sonde in ein 100 km breites Zielfenster gesteuert wurde.

### Begegnung mit dem Kometen

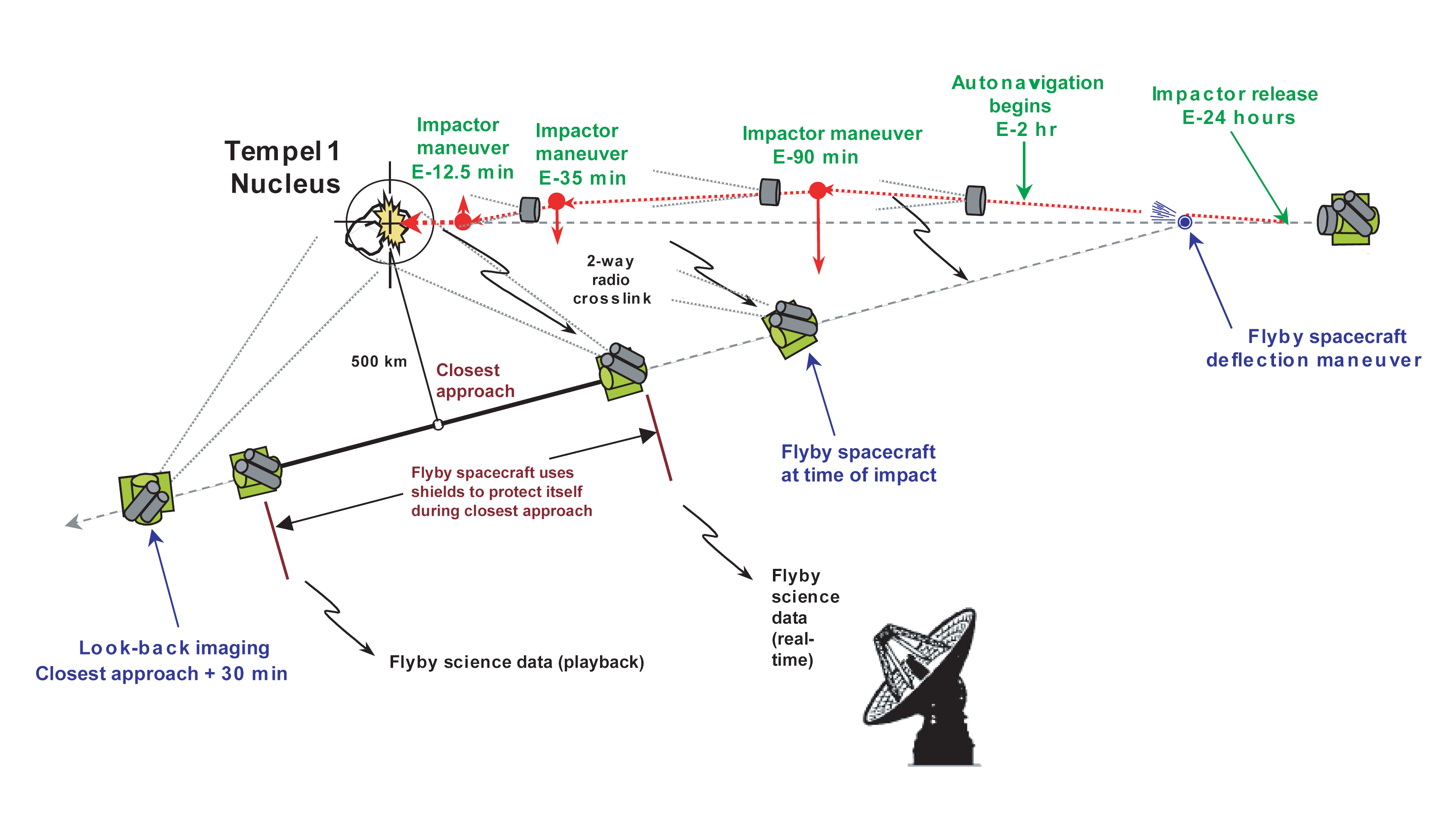
Diagramm der Begegnung Deep-Impacts mit dem Kometen

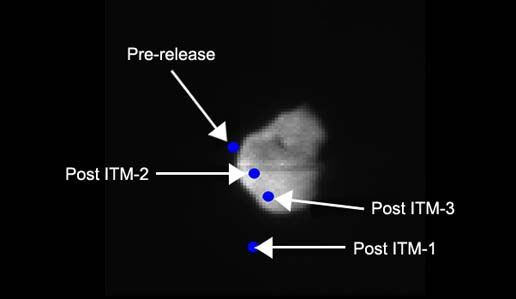
Zielerfassungsmanöver des Impaktors

Einschlag des Impaktors auf dem Kometen Tempel 1

Die nachfolgenden Zeitangaben beziehen sich auf die sogenannte Earth-receive-UTC-Zeit, das heißt, das tatsächliche Ereignis trat in Wirklichkeit circa 7 min 26 s früher auf. Dies ist die Zeit, die ein sich mit Lichtgeschwindigkeit bewegendes Radiosignal braucht, um von der Raumsonde zur Erde zu gelangen. 
Die encounter phase begann fünf Tage vor und endete einen Tag nach dem Einschlag. Am 2. Juli, sechs Stunden vor dem Abtrennen des Impaktors, wurde das zweite und letzte targeting maneuver durchgeführt. Die Triebwerke feuerten 30 Sekunden lang und änderten die Geschwindigkeit der Sonde um etwa 1 km/h (etwa 0,278 m/s). Sie wurde nun in ein etwa 15 km breites Zielfenster gesteuert. Am 3. Juli um 6:07, etwa 24 Stunden vor dem Einschlag, wurde der Impaktor durch losgelöste Federn mit einer Geschwindigkeit von 34,8 cm/s abgetrennt. Zuvor wurde er um 5:12 auf bordeigene Energieversorgung umgeschaltet. Um 6:19, zwölf Minuten nach dem Abtrennen des Impaktors, feuerten die Triebwerke der Vorbeiflugsonde für 14 Minuten und verringerten ihre Geschwindigkeit um 102 m/s, um die Sonde vom Kollisionskurs abzubringen und Abstand zum Impaktor zu gewinnen. 22 Stunden vor dem Einschlag schoss der Impaktor sein erstes Bild des Kometenkerns.
Um 3:53 am 4. Juli, zwei Stunden vor dem Einschlag, übernahm die Autonavigationssoftware die Steuerung des Impaktors. Das Autonavigationssystem machte alle 15 Sekunden ein Bild des Kometen, um so die hellste Stelle auf der Oberfläche zu bestimmen. Zu dieser Stelle sollte der Impaktor mit Hilfe von drei Impactor Targeting Maneuvers (ITMs) gesteuert werden. Damit sollte bewirkt werden, dass das Projektil in einem von der Sonne beleuchteten, gut einsehbaren Gebiet niedergeht, um das Ereignis bei optimalen Bedingungen von der Vorbeiflugsonde beobachten zu können. Das erste ITM erfolgte um 4:22 und dauerte 20 Sekunden, das zweite um 5:17, wobei 0,36 kg Treibstoff verbraucht wurden, und das dritte und letzte um 5:39 für 44 Sekunden mit 0,37 kg verbrauchtem Treibstoff.
Der Einschlag erfolgte um 5:52. Dabei wurde das letzte Bild 3,7 Sekunden vor der Kollision aus einer Höhe von etwa 30 km über der Oberfläche vom Impaktor zur Muttersonde übertragen. Der Impaktor schlug unter einem Winkel von etwa 25 Grad auf. Die Raumsonde und der Komet bewegten sich auf unabhängigen Umlaufbahnen um die Sonne, die Sonde mit 21,9 km/s und der Komet mit 29,9 km/s. Die Kollision fand mit einer relativen Geschwindigkeit von 10,3 km/s (37.080 km/h) statt, dabei wurden ca. 19 Gigajoule oder 4,5 Tonnen TNT-Äquivalent Energie freigesetzt. Die Geschwindigkeit des Kometen wurde durch den Einschlag lediglich um 0,0001 mm/s verringert, was fast unmessbar ist.
Zum Zeitpunkt des Einschlags war die Vorbeiflugsonde etwa 8600 km von der Einschlagsstelle entfernt. Die Instrumente der Vorbeiflugsonde beobachteten bereits davor sowie 13 Minuten danach die Einschlagstelle. Um 6:05 wurde die Sonde so ausgerichtet, dass das Solarpanel sie vor den Partikeleinschlägen beim Passieren des Kometenkomas schützte. In dieser Zeit konnten die Instrumente den Kometen nicht sehen. Um 6:51 drehte sich die Sonde schließlich mit ihren Instrumenten wieder Richtung des Kometen, um für weitere 24 Stunden Observationen des ausströmenden Materials durchzuführen.
Das Ereignis wurde ebenfalls von mehreren im Weltraum und auf der Erde stationierten Teleskopen beobachtet. Zu den beteiligten Weltraumobservatorien zählten Hubble-Weltraumteleskop, Spitzer, Chandra, GALEX, SWAS und Swift. Die Europäische Weltraumorganisation (ESA) richtete die Instrumente der Rosetta-Raumsonde auf den Einschlag des Impaktors aus etwa 80 Millionen Kilometern Entfernung quer zur Beleuchtung durch die Sonne.

### Ergebnisse
Die Größe des Kometen konnte durch die Aufnahmen der Raumsonde auf 7,6 × 4,9 km und seine Albedo mit 0,04 bestimmt werden.
Kurz nach dem Aufprall des Impaktors wurde zunächst ein thermischer Blitz beobachtet, in dem das Geschoss explosionsartig zerstört wurde. Als Folge der Explosion stieg eine Fontäne aus zirka 3.500 °C heißem, geschmolzenem Kernmaterial mit einer Gesamtmasse von rund vier Tonnen und einer Geschwindigkeit von 5 bis 8 km/s auf. Während sich auf dem Kometenkern ein Impaktkrater mit einem geschätzten Durchmesser von etwa 100 (+100/−50) Meter und einer Tiefe von zirka 30 Metern bildete, wurden weitere 10.000 bis 20.000 Tonnen Material ausgeworfen, davon 3.000 bis 6.000 Tonnen Staub. Demnach besitzt Tempel 1 keine harte Kruste, sondern ist von einer weichen Staubschicht umgeben.
Das freigesetzte Gas breitete sich mit 1 km/s und mehr aus, während die Staubteilchen mit Geschwindigkeiten zwischen 10 und 400 m/s deutlich langsamer waren. Der Großteil des Staubes (etwa 80 %) fiel daher wieder auf den Kern zurück, der restliche Staub und das Gas wurden in die Koma des Kometen, und in weiterer Folge in den interplanetaren Raum, abgegeben. Unerwarteterweise wurde so viel pulverförmiges Material ausgeworfen, dass die Sicht auf den entstehenden Krater völlig verdeckt wurde. Daher konnte die Größe des Kraters nur aus der Masse des freigesetzten Materials abgeschätzt werden.
Aus der Flugbahn der ausgeworfenen Staubteilchen konnte die Dichte des Kometenkerns zu 0,62 (+0,47/−0,33) g/cm³ – etwa zwei Drittel der Dichte von Wassereis – bestimmt werden. Der Kometenkern scheint aus porösem und zerbrechlichem Material zu bestehen; ungefähr zwischen 50 % und 70 % des Kometenkerns sind leerer Raum. Auf der Oberfläche des Kerns, dessen Oberflächentemperatur zwischen +56 °C und −13 °C lag, konnten in einigen isolierten Regionen Spuren von Wassereis nachgewiesen werden. Im Spektrum des Auswurfmaterials konnte aber Wasser ebenso gefunden werden, wie Kohlendioxid, Karbonate, komplexe organische Verbindungen (wie polyzyklische aromatische Kohlenwasserstoffe), Silikate (wie das Mineral Olivin) und Tonminerale. Jedenfalls scheinen die festen Bestandteile gegenüber den flüchtigen Elementen zu überwiegen, so dass Kometen, die bis dahin oft als dirty snowballs (‚schmutzige Schneebälle‘) bezeichnet wurden, wohl eher als snowy dirtballs (‚schneeige Schmutzbälle‘) anzusehen sind.
Die Zusammensetzung und Menge des Auswurfmaterials ähnelt einigen bereits untersuchten Kometen der Oortschen Wolke. Möglicherweise stammen daher einige Kometen aus dem Kuipergürtel, darunter Tempel 1, nahe der Gasriesen-Region der protoplanetaren Scheibe. Dies würde einen gemeinsamen Ursprung für heute weit von der Sonne entfernte Kometen nahelegen.
Eine Überraschung war, dass die Oberfläche des Kometenkerns seit seiner Entstehung nicht nur von Einschlagkratern – die hier zum ersten Mal bei einem Kometen beobachtet wurden – und Unebenheiten durch Verlust von Eis und Sonnenerwärmung gezeichnet ist. Es konnten auch unterschiedliche geologische Schichten beobachtet werden, die an die des kometenähnlichen Saturnmondes Phoebe erinnern. Demnach könnten Kometen bestimmten geologischen Prozessen unterworfen, oder Tempel 1 aus dem Zusammenschluss zweier unterschiedlicher Körper entstanden sein.
Da der durch den Einschlag des Impaktors entstandene Krater von Deep Impact nicht beobachtet werden konnte, wurde die Raumsonde Stardust in einer erweiterten Mission zum Kometen Tempel 1 umgeleitet. Der Vorbeiflug an Tempel 1 erfolgte am 14. Februar 2011.

## Erweiterte Mission EPOXI
Die Primärmission der Deep-Impact-Vorbeiflugsonde endete am 3. August 2005 nach dem Überspielen der letzten, beim Kometen Tempel 1 gewonnenen wissenschaftlichen Daten. Da die Sonde den Flug durch die Koma des Kometen völlig schadlos überstanden hatte und noch über ausreichend Treibstoffreserven verfügte, wurde bald in Erwägung gezogen, die Mission zu verlängern und Deep Impact zu einem anderen Kometen zu schicken. Diese Erweiterung der Mission wurde unter dem Namen DIXI (Deep Impact eXtended Investigation of comets) bekannt.
Ein anderer Vorschlag einer erweiterten Mission unter dem Namen EPOCh (Extrasolar Planet Observations and Characterization) bestand darin, das HRI-Teleskop dazu zu nutzen, um bei anderen Sternen nach erdähnlichen Planeten (Exoplaneten) zu suchen.

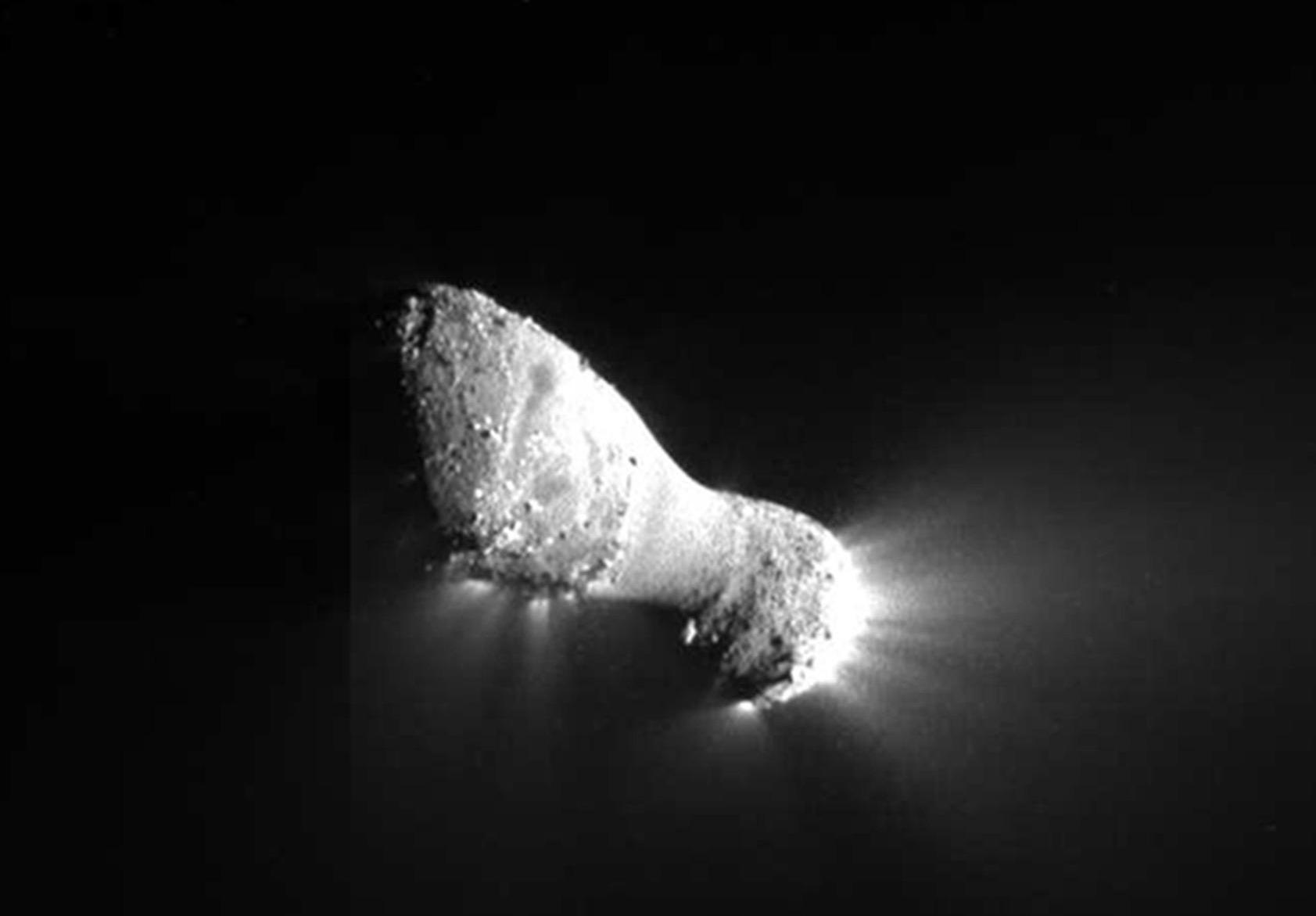
Foto des Kometen 103P/Hartley, aufgenommen am 4. November 2010 beim Vorbeiflug von Deep Impact

2007 gab die NASA bekannt, dass beide Missionsvorschläge ausgewählt wurden und die Sonde nun die kombinierte Mission unter dem Namen EPOXI (Extrasolar Planet Observation/eXtended Investigation of comets) ausführt.

### 103P/Hartley
Nachdem der ursprünglich für die EPOXI-Mission vorgesehene Zielkomet 85D/Boethin nicht mehr aufgefunden werden konnte, wurde der Komet 103P/Hartley als neues Ziel ausgewählt. Die Sonde erreichte 103P/Hartley am 4. November 2010. Dazu war die Raumsonde am 27. Juni 2010 an der Erde vorbeigeflogen, um den Kurs zum Kometen zu korrigieren. Während des Vorbeiflugs in nur 700 km Entfernung beobachtete EPOXI mit drei Instrumenten den Kometen: mit zwei Teleskopen mit Digitalkameras sowie einem Infrarot-Spektrometer.

### C/2012 S1 ISON
Ende des Jahres 2011 wurde die Sonde auf einen neuen Kurs programmiert. Im Februar 2013 beteiligte sich die Sonde an der Beobachtung des Kometen ISON. Diese Mission dauerte etwa einen Monat.

### Missionsende
Als nächstes Ziel war der Asteroid (163249) 2002GT vorgesehen, der im Januar 2020 erreicht werden sollte. Dieses Ziel musste aufgegeben werden, nachdem der Kontakt zur Sonde verloren ging: Am 8. August 2013 gab es den letzten Kontakt mit der Sonde und am 20. September 2013 erklärte die NASA die Mission für beendet. Ursache war ein dem Jahr-2000-Problem ähnlicher Softwarefehler, durch den die Verarbeitung von Datumswerten nach dem 11. August 2013 zu einer endlosen Reihe von Neustarts des Bordcomputers führte.